# Qustul
Qustul (arabe : قسطل, romanisé : Qusṭul) est un cimetière archéologique situé sur la rive orientale du Nil en Basse-Nubie, juste en face de Ballana, près de la frontière soudanaise. Le site contient des vestiges archéologiques de la culture du groupe A, du Nouvel Empire d'Égypte et de la culture du groupe X.

## Groupe A
Trois cimetières importants de la culture du groupe A de l'époque de la Ire dynastie d'Égypte ont été fouillés. Ces cimetières sont situés dans l'Égypte actuelle, dans ce qui était autrefois la Basse-Nubie, il y a au moins 5800 ans. Le plus important d'entre eux, le cimetière L, a révélé de riches sépultures princières. Dans l'une de ces tombes numérotée L24, Bruce Williams, de l'Oriental Institute de l'université de Chicago, a découvert un brûleur d'encens qui, selon lui, représentait des images attribuées au roi, notamment une forme de la couronne blanche de Haute-Égypte,. Dans la tombe L2, un fragment de jarre avec le serekh de Pe-Hor a été découvert ; il s'agit du seul serekh découvert dans le cimetière.

### Origine de la culture égyptienne
Il y a eu des débats sur l'apport des Nubiens du Groupe A enterrés dans ce cimetière dans l'émergence de la culture égyptienne. En effet, certains éléments découverts dans ce cimetière, typiques de la culture égyptienne, sont les plus anciennement attestés dans ce cimetière, comme la couronne blanche inscrite sur le brûleur d'encens de la tombe L24 (datée de la même époque que le roi Scorpion Ier de la tombe U-j d'Abydos), plus tard couronne symbolique des rois de la Haute-Égypte.
Cependant, les découvertes principalement dans la nécropole d'Oumm el-Qa'ab à Abydos mais aussi dans le reste de la Vallée du Nil mais aussi dans les territoires voisins (notamment les inscriptions rupestres au Sinaï), prouvent que la royauté égyptienne est issue du proto-royaume de Thinis. Ce dernier a en effet pris l'ascendant d'une manière ou d'une autre sur les proto-royaumes de Nekhen et de Nagada ainsi que sur celui de Qustul en le détruisant, ce dernier ayant probablement été détruit par des campagnes militaires au tournant entre le IVe millénaire et le IIIe millénaire avant l'ère commune, dans la première moitié de la Ire dynastie. D'un point de vue culturel, il est toutefois reconnu des liens étroits entre ces différents groupes.

## Groupe X
Une nécropole du groupe X fouillée par Walter Emery en 1931-1933 présente de grands tumulus funéraires avec des sépultures pour les rois avec des sacrifices funéraires de chevaux, d'attelages de chevaux et de serviteurs du IVee au VIe siècle de notre ère. Le caractère royal des sépultures est confirmé par la présence de corps qui portaient encore leur couronne au moment de leur découverte.